# Orthostichella
Orthostichella là một chi rêu trong họ Meteoriaceae.